# تلمبه آیت‌الله خامنه‌ای
تلمبه آیت‌الله خامنه‌ای یک منطقهٔ مسکونی در ایران است که در دهستان دشتاب واقع شده‌است.